# William Goldenberg
William C. Goldenberg (* 2. November 1959) ist ein US-amerikanischer Filmeditor.

## Leben
Nach seiner ersten Schnittassistenz 1983 bei High School U.S.A., war William Goldenberg fast zehn Jahre lang Assistent bei Filmen wie The Breakfast Club und Ein Mädchen namens Dinky, bevor er mit Überleben! seinen ersten eigenverantwortlichen Filmschnitt ausführte. Insgesamt vier Filme schnitt Goldenberg für Michael Mann. Neben Heat, Ali und Miami Vice, erhielt er für Insider eine Oscarnominierung für den besten Schnitt 2000. Seine zweite Oscarnominierung erhielt er 2004 für Seabiscuit – Mit dem Willen zum Erfolg von Gary Ross, für den er bereits Pleasantville – Zu schön, um wahr zu sein schnitt. 2013 war er für den Oscar in der Kategorie Bester Schnitt für die Arbeit an den Filmen Argo und Zero Dark Thirty nominiert und wurde für Argo auch ausgezeichnet.
2024 inszenierte er die Filmbiografie Unaufhaltsam über den einbeinigen Ringer Anthony Robles mit Jharrel Jerome in der Hauptrolle.
William Goldenberg ist Mitglied der American Cinema Editors.

## Filmografie (Auswahl)
- 1993: Überleben! (Alive)
- 1993: The Witness (Kurzfilm)
- 1994: Puppet Masters – Bedrohung aus dem All (The Puppet Masters)
- 1994: Kangaroo Court (Kurzfilm)
- 1995: Body Language (Body Language)
- 1995: Citizen X
- 1995: Heat
- 1996: Tödliche Weihnachten (The Long Kiss Goodnight)
- 1998: Pleasantville – Zu schön, um wahr zu sein (Pleasantville)
- 1999: Insider (The Insider)
- 2000: Coyote Ugly
- 2001: Ali
- 2003: Kangaroo Jack
- 2003: Seabiscuit – Mit dem Willen zum Erfolg (Seabiscuit)
- 2004: Das Vermächtnis der Tempelritter (National Treasure)
- 2005: Domino (Domino)
- 2006: Miami Vice
- 2007: Das Vermächtnis des geheimen Buches (National Treasure: Book of Secrets)
- 2007: Gone Baby Gone – Kein Kinderspiel (Gone Baby Gone)
- 2009: Shopaholic – Die Schnäppchenjägerin (Confessions of a Shopaholic)
- 2010: Duell der Magier (The Sorcerer’s Apprentice)
- 2011: Transformers 3 (Transformers: Dark of the Moon)
- 2012: Argo
- 2012: Zero Dark Thirty
- 2014: Transformers: Ära des Untergangs (Transformers: Age of Extinction)
- 2014: The Imitation Game – Ein streng geheimes Leben (The Imitation Game)
- 2014: Unbroken
- 2015: Erschütternde Wahrheit (Concussion)
- 2016: Live by Night
- 2017: Detroit
- 2018: 22. Juli (22 July)
- 2019: 6 Underground
- 2020: Neues aus der Welt (News of the World)
- 2022: The Outfit
- 2023: Air: Der große Wurf (Air)
- 2024: Unaufhaltsam (Unstoppable, nur Regie)

## Auszeichnungen
Oscar
- 2000: Bester Schnitt – Insider (nominiert)
- 2004: Bester Schnitt – Seabiscuit – Mit dem Willen zum Erfolg (nominiert)
- 2013: Bester Schnitt – Zero Dark Thirty (nominiert)
- 2013: Bester Schnitt – Argo (gewonnen)
- 2015: Bester Schnitt – The Imitation Game – Ein streng geheimes Leben (nominiert)

Online Film Critics Society Award
- 1998: Bester Schnitt – Pleasantville – Zu schön, um wahr zu sein (nominiert)